# Cosmophasis psittacina
Cosmophasis psittacina là một loài nhện trong họ Salticidae.
Loài này thuộc chi Cosmophasis. Cosmophasis psittacina được Tord Tamerlan Teodor Thorell miêu tả năm 1887.